# Centrale nucleare di Rostov
La centrale nucleare di Rostov (in russo: Ростовская АЭС) è una centrale nucleare russa situata presso la città di Volgodonsk nell'oblast di Rostov, fino al 2009 la centrale si chiamava centrale nucleare di Volgodonsk (in russo Волгодонская АЭС). L'impianto è composto da 4 reattori in funzione per complessivi 3861 MW, tutti di tipologia VVER1000.